# Fernandezina pulchra
Espèce
Fernandezina pulchra est une espèce d'araignées aranéomorphes de la famille des Palpimanidae.

## Distribution
Cette espèce se rencontre en Argentine, au Brésil et en Bolivie.

## Description
La femelle décrite par Piacentini, Ávila, Pérez et Grismado en 2013 mesure 2,76 mm

## Publication originale
- Birabén, 1951 : Fernandezina, nuevo género de Palpimanidae (Araneae). Acta Zoologica Lilloana, vol. 12, p. 545-549.